# Talipot

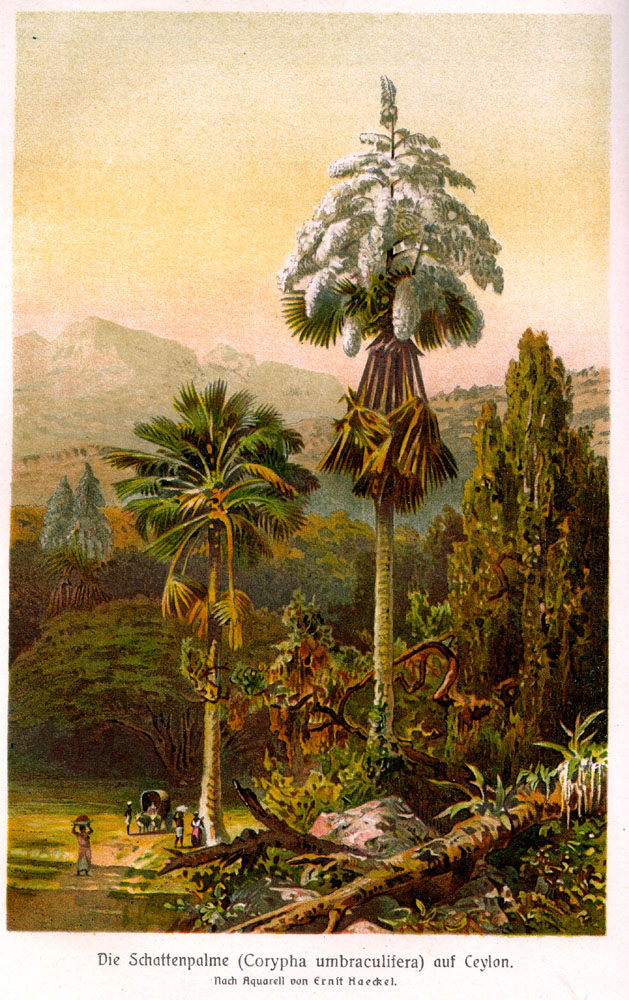
Corypha umbraculifera na ilustraci z roku 1913

Talipot (Corypha) je nevelký rod palem, zahrnující 5 druhů. Je rozšířen v tropech od Indie po severní Austrálii. Tyto palmy jsou výjimečné tím, že po vykvetení a dozrání plodů odumírají. Talipoty mají masivní přímý kmen, velké dlanitozpeřené listy, drobné oboupohlavné květy v obřím květenství a hnědé, kulovité plody. Druh Corypha umbraculifera má největší květenství v rostlinné říši. Jsou to palmy velkého kulturního významu a mnohostranného využití. Zásadní význam mají zejména druhy Corypha umbraculifera a C. utan.

## Popis
Talipoty jsou solitérní, masivní, jednodomé palmy s přímým kmenem, dorůstající výšky až 30 metrů. Kmen je v mládí pokrytý vytrvalými listovými pochvami, později olysávající. U některých druhů (C. utan) zanechávají opadané listy na kmeni charakteristické, spirálně uspořádané listové jizvy. Listy jsou rozměrné, dlanitozpeřené, s čepelí asi do poloviny členěnou na tuhé segmenty. Řapíky jsou dlouhé a masivní a na okraji mají tuhé černé ostny. Na líci listové čepele je dobře vyvinutá hastula, na rubu je nepravidelná.
Talipot po dosažení zralosti vykvétá a po dozrání plodů celý kmen odumírá. U druhu C. umbraculifera to nastává po 30 až 70 letech. Květenství se rozvíjejí zprvu jako jediné obří květenství, které se později rozseparuje na větší počet jednotlivých květenství vyčnívajících nad listovou korunu. Jednotlivá květenství jsou větvená až do 4. řádu. Květy jsou drobné, oboupohlavné, v rámci květenství uspořádané do drobných skupin. Spočívají na krátkých stopkách tvořených bází kalicha a češulí. Kalich je na bázi trubkovitý, zakončený 3 nízce trojúhelníkovitými cípy. Korunní lístky mají člunkovitý tvar. Tyčinek je 6, 3 z nich jsou volné a 3 bazálně přirostlé ke koruně. Gyneceum je srostlé ze 3 plodolistů, kulovité, se 3 rýhami. Obsahuje 3 vajíčka.
Plody jsou kulovité, hladké, obvykle hnědé, jednosemenné. Mezokarp je dužnatý, endokarp tenký a obvykle spojený se semenem. Semena jsou kulovitá a obsahují homogenní endosperm.

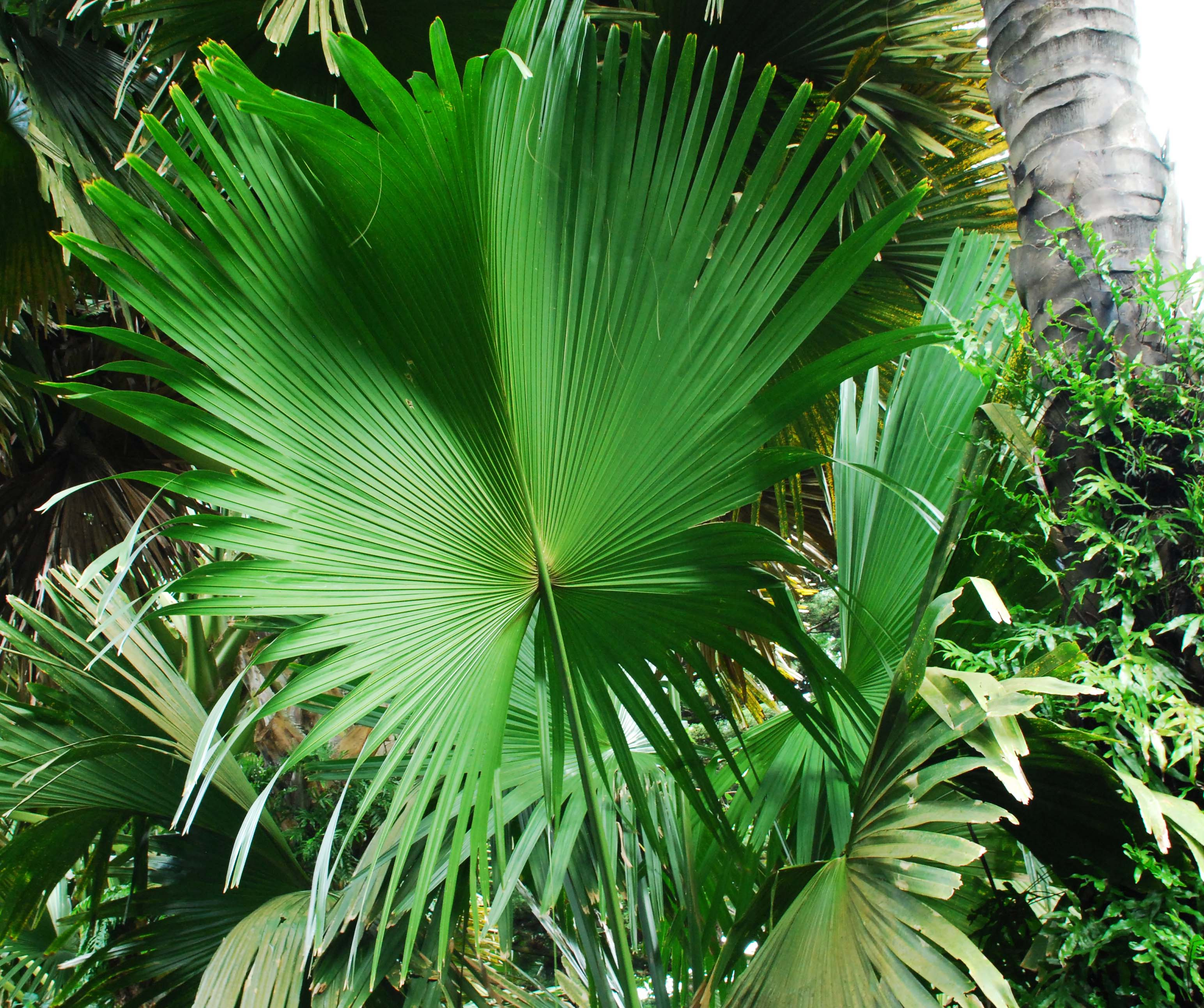
List C. umbraculifera
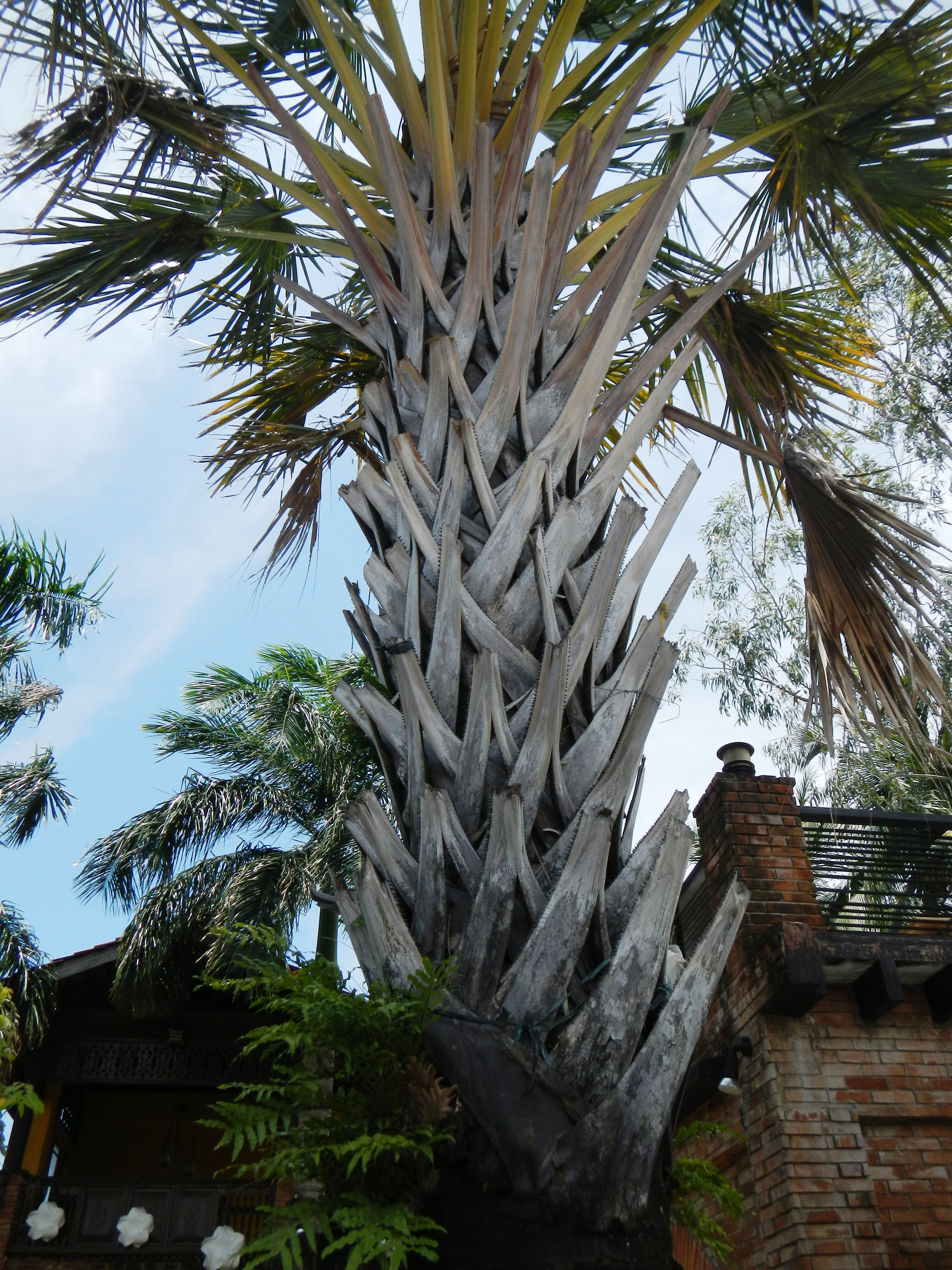
Kmen C. umbraculifera
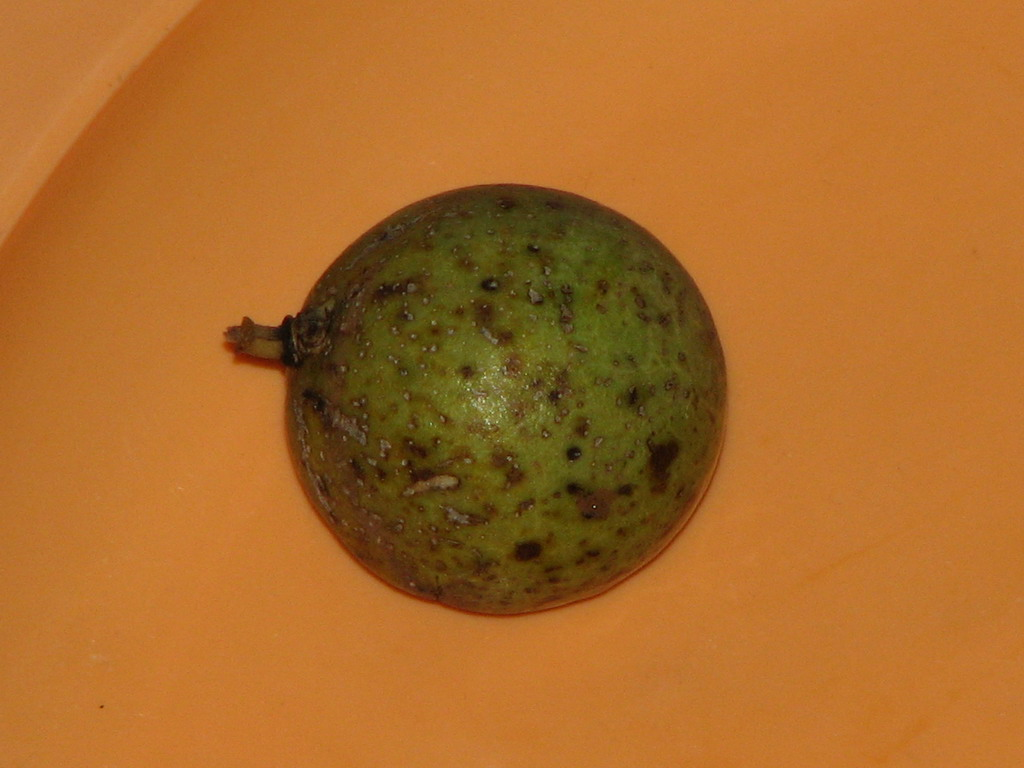
Plod C. utan
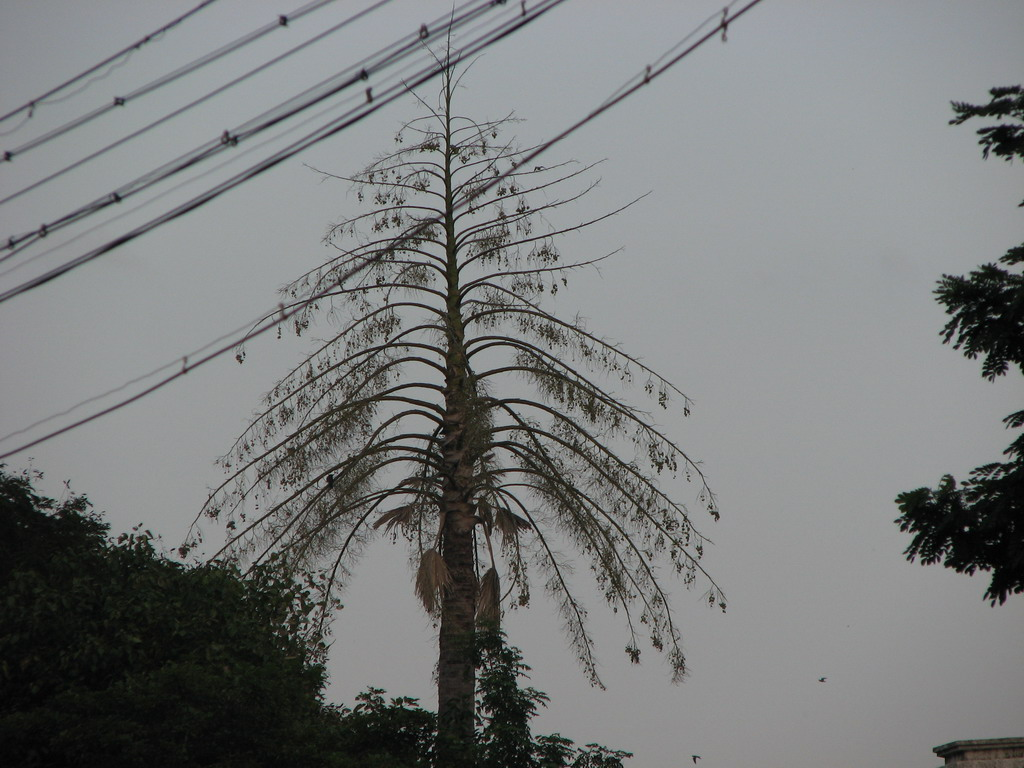
Plodící a již odumřelý exemplář C. umbraculifera

## Rozšíření
Rod talipot zahrnuje 5 druhů. Je rozšířen od Indie a Srí Lanky přes Indočínu a jihovýchodní Asii po severní Austrálii. Největší areál má druh Corypha utan, rozšířený od Indie po Austrálii. C. umbraculifera se vyskytuje v Indii a Indočíně, C. lecomtei pouze v Indočíně. Druh C. taliera je považován za v přírodě vyhynulý a je v současnosti znám pouze z kultury. C. microclada je endemit Filipín a vyskytuje se pouze na ostrově Biliran. Areál rozšíření rodu talipot byl silně ovlivněn dlouhou kulturní historií jejich využití.
Talipoty obvykle rostou na otevřených stanovištích v tropických nížinách, a to zejména podél záplavových oblastí.

## Zajímavosti
Talipot Corypha umbraculifera má největší květenství v rostlinné říši. Je to obří vrcholová lata, jejíž výška může přesáhnout 6 metrů. Obsahuje miliony květů. Rovněž listy jsou největšími listy mezi dlanitými palmami, mohou mít průměr až 5 metrů a spočívají na čtyřmetrovém řapíku.

## Taxonomie
Rod Corypha je v rámci systému palem řazen do podčeledi Coryphoideae a samostatného tribu Corypheae. Ucelená revize tohoto rodu dosud chybí. V minulosti byl rozlišován větší počet druhů, současná taxonomie jich uznává pět.
Podle výsledků molekulárních studií je rod Corypha sesterskou větví tribu Borasseae.

## Význam

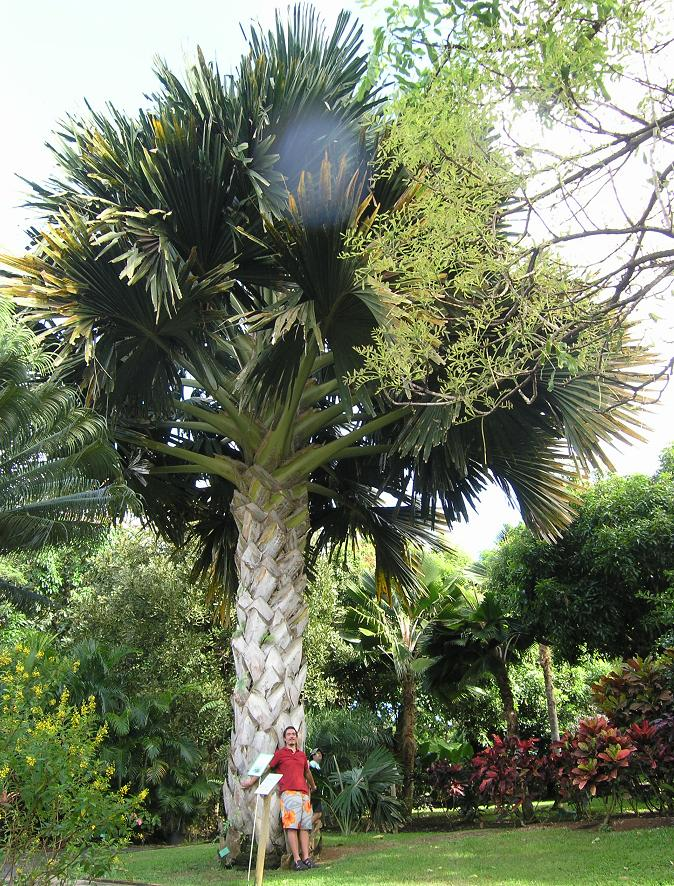
Corypha umbraculifera v botanické zahradě na karibském ostrově Guadeloupe

Talipoty C. umbraculifera a C. utan mají velmi mnohostranné využití a dlouhou kulturní historii.
Tvrdé a pevné listy obou druhů jsou v Asii významným zdrojem materiálu na krytí střech. Na Timoru a přilehlých ostrovech má i v současnosti krytinu z řapíků C. utan více než polovina budov. Listy slouží také k výrobě rohoží, sítí, deštníků, stanů aj. Z dřeně kmene obou druhů se získává ságo, z něhož se připravuje škrob a mouka používaná k pečení chleba.
Sladká šťáva, vytékající z naříznuté báze květenství C. utan, je zpracovávána na cukr nebo kvašena na alkoholické nápoje.
V minulosti se na listy talipotu psalo jako na papír. Jsou na nich zaznamenány i některé historické buddhistické a hinduistické texty. Tvrdá semena slouží jako náhrada slonoviny.
Mladá semena jsou jedlá a vyrábějí se z nich cukrovinky.
Šťáva z kořenů C. umbraculifera je používána k léčení průjmů.
Talipot C. umbraculifera je v tropech často pěstován jako okrasná palma, vzhledem ke značně velkým rozměrům vhodná pouze pro velké zahrady a parky. Je hodné pěstovat ve skupině více rostlin různého stáří.

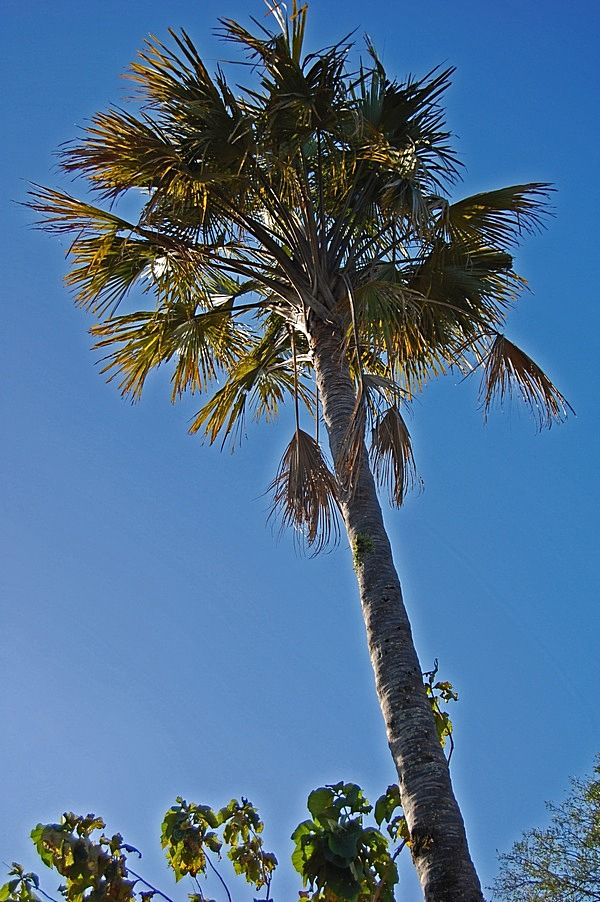
Talipot Corypha utan
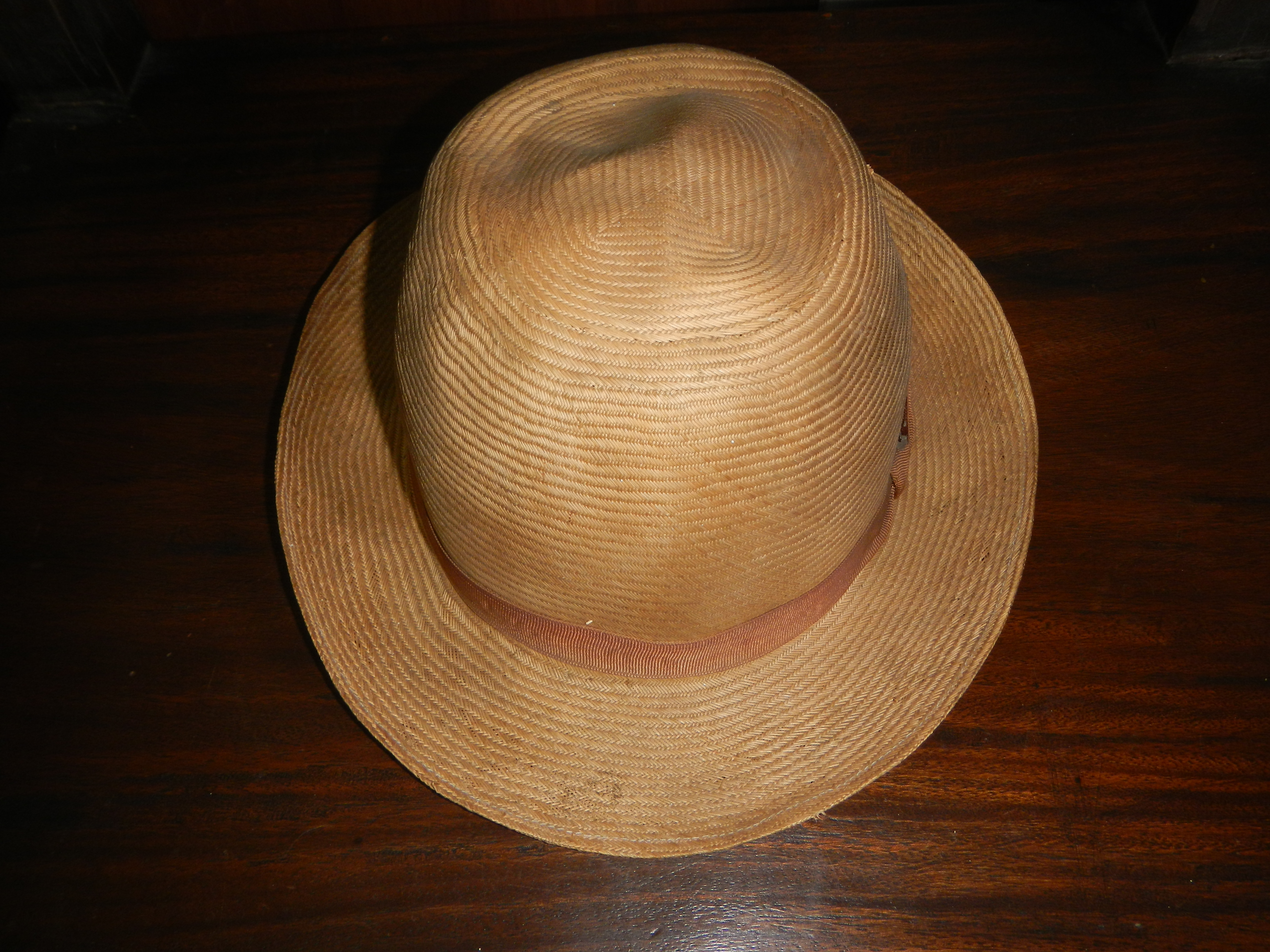
Klobouk vyrobený z vláken C. utan
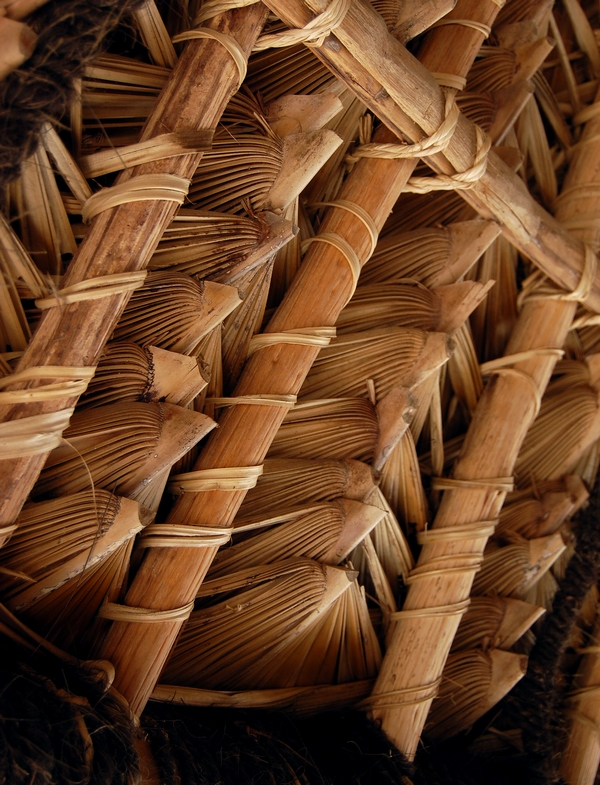
Střešní krytina z listů C. utan
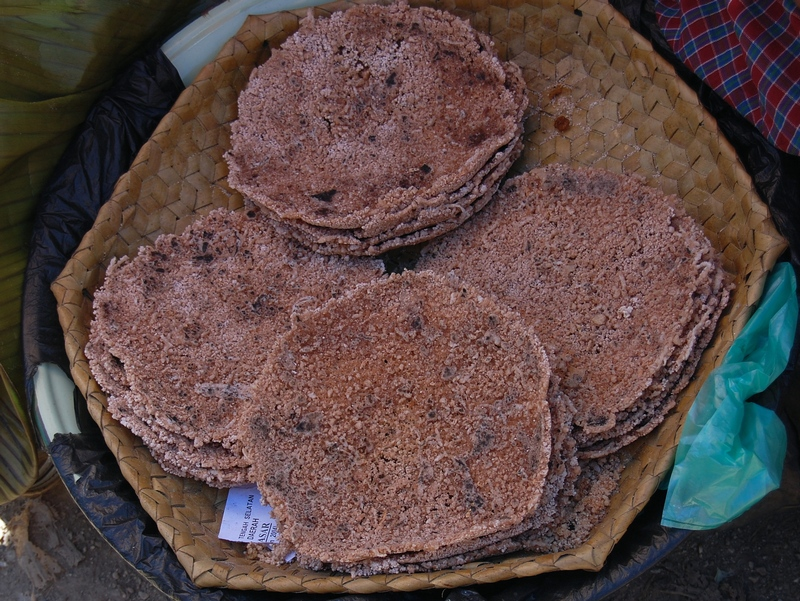
Sladkosti vyrobené ze ságového škrobu C. utan